# 大宮区
大宮区（おおみやく）は、埼玉県さいたま市を構成する10区のうちの一つ（旧大宮市中央部）。

## 概要
政令指定都市であるさいたま市の中西部、南北のほぼ中央部に位置する。中山道宿場町の一つである大宮宿を起源とする。見沼の水神をまつった武蔵一宮氷川神社（大宮氷川神社）の門前町でもあり、氷川神社一帯が日本さくら名所100選にも選ばれている大宮公園となる。約2㎞に及ぶ氷川参道とともにさいたま市民の憩いの場となっている。旧大宮市の中心市街地を含む行政区である（「大宮地区」も参照）。
巨大ターミナル駅の大宮駅が位置しており、駅周辺は県内一の繁華街・歓楽街である。大宮駅は多数の在来線の他、東北・信越・北陸・北海道方面へ向かう新幹線が乗り入れ、乗り入れ路線線は東京駅に次いで全国2位である。大宮総合車両センターや鉄道博物館などが位置しており、国鉄時代から「鉄道のまち大宮」として栄えた。埼玉県内の商業地路線価において、大宮駅西口前（大宮区桜木町）の地点に毎年最高値が付く。住宅地では浅間町が旧浦和市内の浦和区や南区の地区に次いで市内で3番目に高い地点となっている。
区東部は大宮台地浦和大宮支台上に、西部は与野支台上に位置し、区中央部には鴻沼川による低地が形成されている。東側を流れる芝川、西側を流れる鴨川の周囲は海抜数メートルの沖積平野となっており、芝川沿いには見沼田んぼが残る。中心部を流れる鴻沼川では、1998年の台風5号による氾濫・家屋の床上浸水（激甚災害指定）を契機に地下河川が整備され、区南部には桜木調節池も設置された。
区の色は大宮をホームタウンとする大宮アルディージャ（現・RB大宮アルディージャ）のチームカラーにちなんだオレンジ。

### 河川・湖沼
- 鴻沼川（霧敷川・切敷川）
- 鴨川
- 芝川
- 見沼代用水
- 高沼用水路

## 人口
大宮区成立後から毎年4月1日の人口。住民基本台帳人口より（台帳法改正前の2012年以前は台帳人口+外国人登録人口の数値）。
| \| 2003年（平成15年） \| 105,219人 \| \| \| 2004年（平成16年） \| 106,018人 \| \| \| 2005年（平成17年） \| 106,721人 \| \| \| 2006年（平成18年） \| 107,066人 \| \| \| 2007年（平成19年） \| 107,467人 \| \| \| 2008年（平成20年） \| 107,572人 \| \| \| 2009年（平成21年） \| 108,337人 \| \| \| 2010年（平成22年） \| 108,877人 \| \| \| 2011年（平成23年） \| 110,322人 \| \| \| 2012年（平成24年） \| 111,497人 \| \| \| 2013年（平成25年） \| 112,163人 \| \| \| 2014年（平成26年） \| 113,023人 \| \| \| 2015年（平成27年） \| 114,268人 \| \| \| 2016年（平成28年） \| 115,089人 \| \| \| 2017年（平成29年） \| 116,422人 \| \| \| 2018年（平成30年） \| 117,038人 \| \| \| 2019年（令和1年） \| 117,591人 \| \| \| 2020年（令和2年） \| 118,563人 \| \| \| 2021年（令和3年） \| 120,578人 \| \| \| 2022年（令和4年） \| 122,833人 \| \| \| 2023年（令和5年） \| 124,422人 \| \| \| 2024年（令和6年） \| 125,263人 \| \| \| 2025年（令和7年） \| 127,113人 \| \| |           |  |
| |           |  |
| 2003年（平成15年） | 105,219人 |  |
| 2004年（平成16年） | 106,018人 |  |
| 2005年（平成17年） | 106,721人 |  |
| 2006年（平成18年） | 107,066人 |  |
| 2007年（平成19年） | 107,467人 |  |
| 2008年（平成20年） | 107,572人 |  |
| 2009年（平成21年） | 108,337人 |  |
| 2010年（平成22年） | 108,877人 |  |
| 2011年（平成23年） | 110,322人 |  |
| 2012年（平成24年） | 111,497人 |  |
| 2013年（平成25年） | 112,163人 |  |
| 2014年（平成26年） | 113,023人 |  |
| 2015年（平成27年） | 114,268人 |  |
| 2016年（平成28年） | 115,089人 |  |
| 2017年（平成29年） | 116,422人 |  |
| 2018年（平成30年） | 117,038人 |  |
| 2019年（令和1年） | 117,591人 |  |
| 2020年（令和2年） | 118,563人 |  |
| 2021年（令和3年） | 120,578人 |  |
| 2022年（令和4年） | 122,833人 |  |
| 2023年（令和5年） | 124,422人 |  |
| 2024年（令和6年） | 125,263人 |  |
| 2025年（令和7年） | 127,113人 |  |

## 健康
平均年齢 45.00歳（2020）

## 町名
大宮区では、一部の地区で住居表示に関する法律に基づく住居表示が実施されている。
| 町名           | 町名の読み       | 設置年月日     | 住居表示実施年月日 | 住居表示実施直前の町字 | 備考 |
| -------------- | ---------------- | -------------- | ------------------ | ---------------------- | ---- |
| 東町一丁目     | あずまちょう     | 1955年10月5日  | 未実施             |                        |      |
| 東町二丁目     | あずまちょう     | 1955年10月5日  | 未実施             |                        |      |
| 天沼町一丁目   | あまぬまちょう   | 1955年2月1日   | 未実施             |                        |      |
| 天沼町二丁目   | あまぬまちょう   | 1955年2月1日   | 未実施             |                        |      |
| 大成町一丁目   | おおなりちょう   | 1957年7月10日  | 未実施             |                        |      |
| 大成町二丁目   | おおなりちょう   | 1957年7月10日  | 未実施             |                        |      |
| 大成町三丁目   | おおなりちょう   | 1957年7月10日  | 未実施             |                        |      |
| 大原六丁目     | おおはら         | 1982年8月1日   | 1982年8月1日       | 大字下木崎             |      |
| 大原七丁目     | おおはら         | 1982年8月1日   | 1982年8月1日       | 大字下木崎             |      |
| 上小町         | かみこちょう     | 1958年11月5日  | 未実施             |                        |      |
| 吉敷町一丁目   | きしきちょう     | 1955年7月1日   | 未実施             |                        |      |
| 吉敷町二丁目   | きしきちょう     | 1955年7月1日   | 未実施             |                        |      |
| 吉敷町三丁目   | きしきちょう     | 1955年7月1日   | 未実施             |                        |      |
| 吉敷町四丁目   | きしきちょう     | 1955年7月1日   | 未実施             |                        |      |
| 北袋町一丁目   | きたぶくろちょう | 1954年10月20日 | 未実施             |                        |      |
| 北袋町二丁目   | きたぶくろちょう | 1954年10月20日 | 未実施             |                        |      |
| 櫛引町一丁目   | くしひきちょう   | 1958年7月10日  | 未実施             |                        |      |
| 桜木町一丁目   | さくらぎちょう   | 1956年11月1日  | 未実施             |                        |      |
| 桜木町二丁目   | さくらぎちょう   | 1956年11月1日  | 未実施             |                        |      |
| 桜木町三丁目   | さくらぎちょう   | 1956年11月1日  | 未実施             |                        |      |
| 桜木町四丁目   | さくらぎちょう   | 1956年11月1日  | 未実施             |                        |      |
| 下町一丁目     | しもちょう       | 1955年7月1日   | 未実施             |                        |      |
| 下町二丁目     | しもちょう       | 1955年7月1日   | 未実施             |                        |      |
| 下町三丁目     | しもちょう       | 1955年7月1日   | 未実施             |                        |      |
| 寿能町一丁目   | じゅのうちょう   | 1956年2月1日   | 未実施             |                        |      |
| 寿能町二丁目   | じゅのうちょう   | 1956年2月1日   | 未実施             |                        |      |
| 浅間町一丁目   | せんげんちょう   | 1955年7月1日   | 未実施             |                        |      |
| 浅間町二丁目   | せんげんちょう   | 1955年7月1日   | 未実施             |                        |      |
| 高鼻町一丁目   | たかはなちょう   | 1956年2月1日   | 未実施             |                        |      |
| 高鼻町二丁目   | たかはなちょう   | 1956年2月1日   | 未実施             |                        |      |
| 高鼻町三丁目   | たかはなちょう   | 1956年2月1日   | 未実施             |                        |      |
| 高鼻町四丁目   | たかはなちょう   | 1956年2月1日   | 未実施             |                        |      |
| 大門町一丁目   | だいもんちょう   | 1956年7月10日  | 未実施             |                        |      |
| 大門町二丁目   | だいもんちょう   | 1956年7月10日  | 未実施             |                        |      |
| 大門町三丁目   | だいもんちょう   | 1956年7月10日  | 未実施             |                        |      |
| 土手町一丁目   | どてちょう       | 1956年7月10日  | 未実施             |                        |      |
| 土手町二丁目   | どてちょう       | 1956年7月10日  | 未実施             |                        |      |
| 土手町三丁目   | どてちょう       | 1956年7月10日  | 未実施             |                        |      |
| 仲町一丁目     | なかちょう       | 1955年7月1日   | 未実施             |                        |      |
| 仲町二丁目     | なかちょう       | 1955年7月1日   | 未実施             |                        |      |
| 仲町三丁目     | なかちょう       | 1955年7月1日   | 未実施             |                        |      |
| 錦町           | にしきちょう     | 1957年2月11日  | 未実施             |                        |      |
| 堀の内町一丁目 | ほりのうちちょう | 1955年10月5日  | 未実施             |                        |      |
| 堀の内町二丁目 | ほりのうちちょう | 1955年10月5日  | 未実施             |                        |      |
| 堀の内町三丁目 | ほりのうちちょう | 1955年10月5日  | 未実施             |                        |      |
| 三橋一丁目     | みはし           | 1959年4月20日  | 未実施             |                        |      |
| 三橋二丁目     | みはし           | 1959年4月20日  | 未実施             |                        |      |
| 三橋三丁目     | みはし           | 1959年4月20日  | 未実施             |                        |      |
| 三橋四丁目     | みはし           | 1959年4月20日  | 未実施             |                        |      |
| 宮町一丁目     | みやちょう       | 1956年7月10日  | 未実施             |                        |      |
| 宮町二丁目     | みやちょう       | 1956年7月10日  | 未実施             |                        |      |
| 宮町三丁目     | みやちょう       | 1956年7月10日  | 未実施             |                        |      |
| 宮町四丁目     | みやちょう       | 1956年7月10日  | 未実施             |                        |      |
| 宮町五丁目     | みやちょう       | 1956年7月10日  | 未実施             |                        |      |

## 本社を置く主な企業
- 朝日ラバー
- アライヘルメット
- エイチワン
- エフエムナックファイブ
- サイサン
- ジーテクト
- ハイデイ日高
- 富士薬品
- むさし証券
- 武蔵野銀行
- リズム
- しまむら

## 主要施設
- 大宮ソニックシティ
  - ソニックシティホール
  - パレスホテル大宮
  - パスポートセンター大宮
- シーノ大宮
- JACK大宮
  - さいたま市宇宙劇場
- 大宮スカイビル
  - そごう大宮店
  - ビックカメラ大宮西口そごう店
- DOM
  - 丸井大宮店
  - ダイエー大宮店
  - ハンズ大宮店
- アルシェ
  - NACK5スタジオアルシェ
- ルミネ大宮店
- 髙島屋大宮店
- 大宮RAKUUN
- 大宮門街

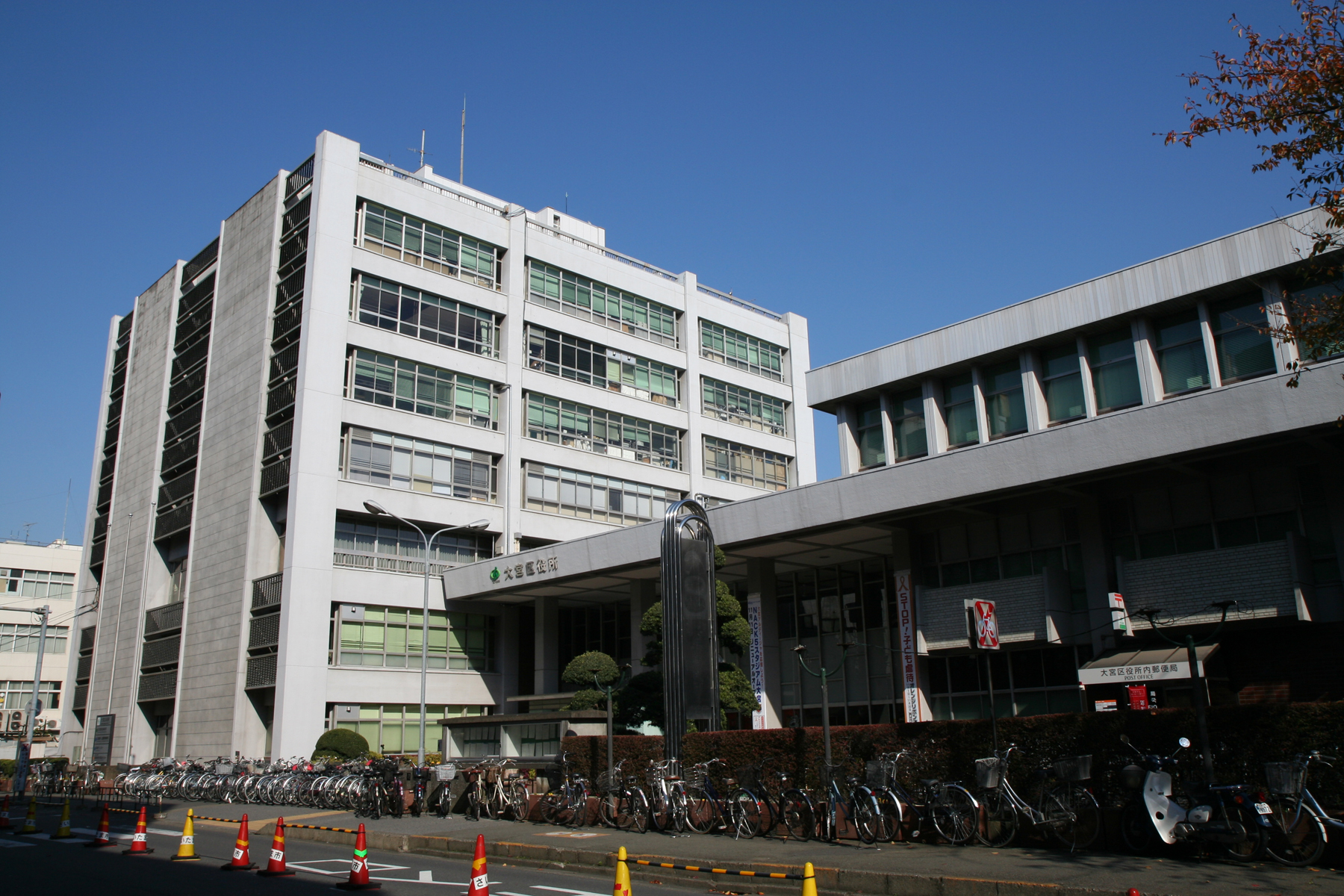
2019年4月まで使用された大門町の旧区役所庁舎

  - RaiBoC Hall〈レイボックホール〉（さいたま市民会館おおみや）
- 大宮銀座通り・大宮南銀座・大宮北銀座
- コクーンシティ

### 医療施設
- 自治医科大学附属さいたま医療センター

### 行政・司法
- 大宮区役所
- 大宮簡易裁判所
- 大宮区検察庁
- 大宮税務署
- 大宮公共職業安定所

警察
- 埼玉県大宮警察署
- 鑑識科学捜査センター（大宮警察署内）
- 鉄道警察隊（大宮駅西口）
  - 大宮駅派遣所
- 再交付・国外運転免許センター（ソニックシティ内）

消防
- さいたま市大宮消防署
  - 氷川参道出張所
  - 大成出張所

郵便
- 区内の郵便物集配は中央区のさいたま新都心郵便局が管轄。

### 文化・公園・その他
- 氷川神社
  - 氷川参道
- 大宮公園
  - 埼玉県立歴史と民俗の博物館
  - NACK5スタジアム大宮（さいたま市大宮公園サッカー場） - RB大宮アルディージャホームスタジアム
  - 県営大宮球場 - 埼玉西武ライオンズ準本拠地
  - 大宮競輪場

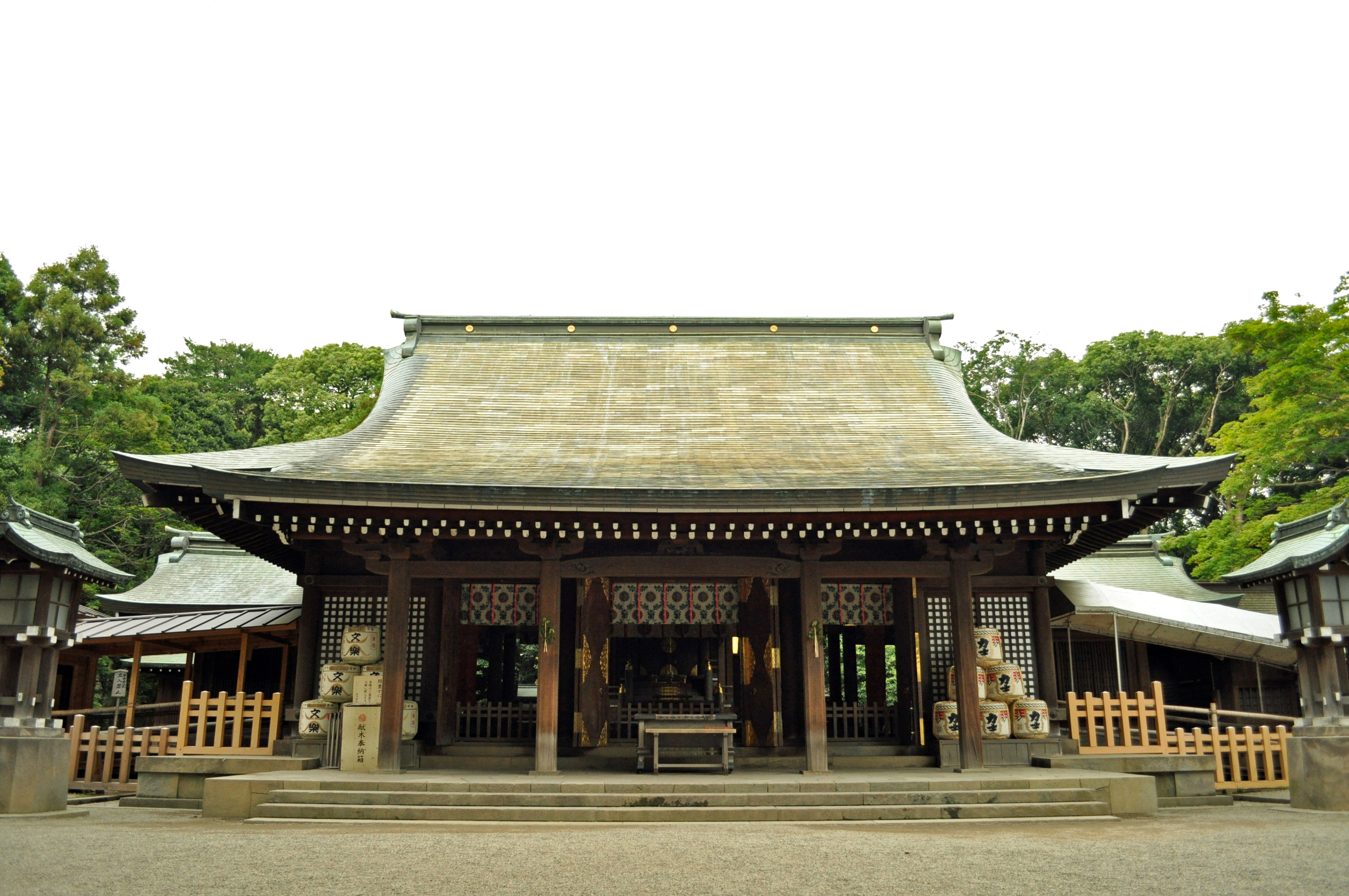
氷川神社（拝殿）
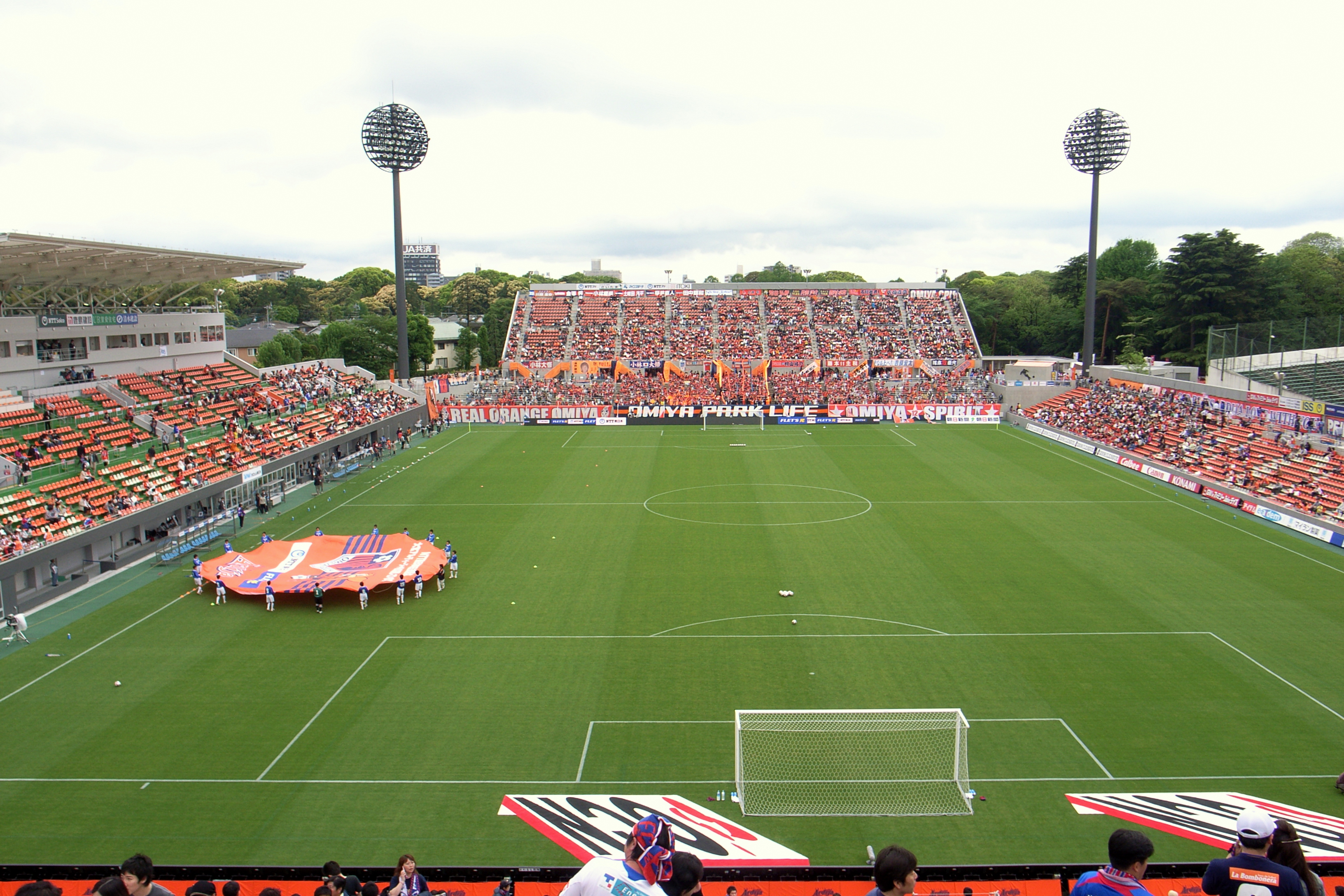
大和田公園
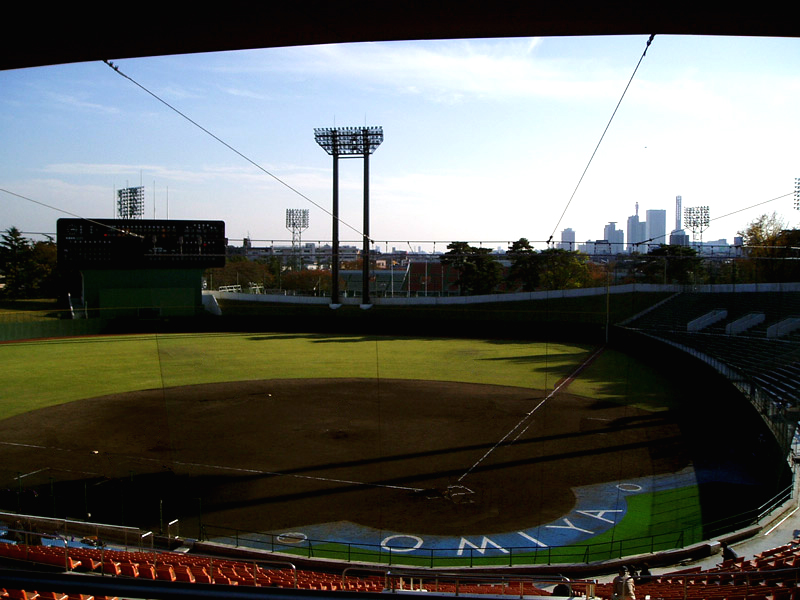
県営大宮公園野球場
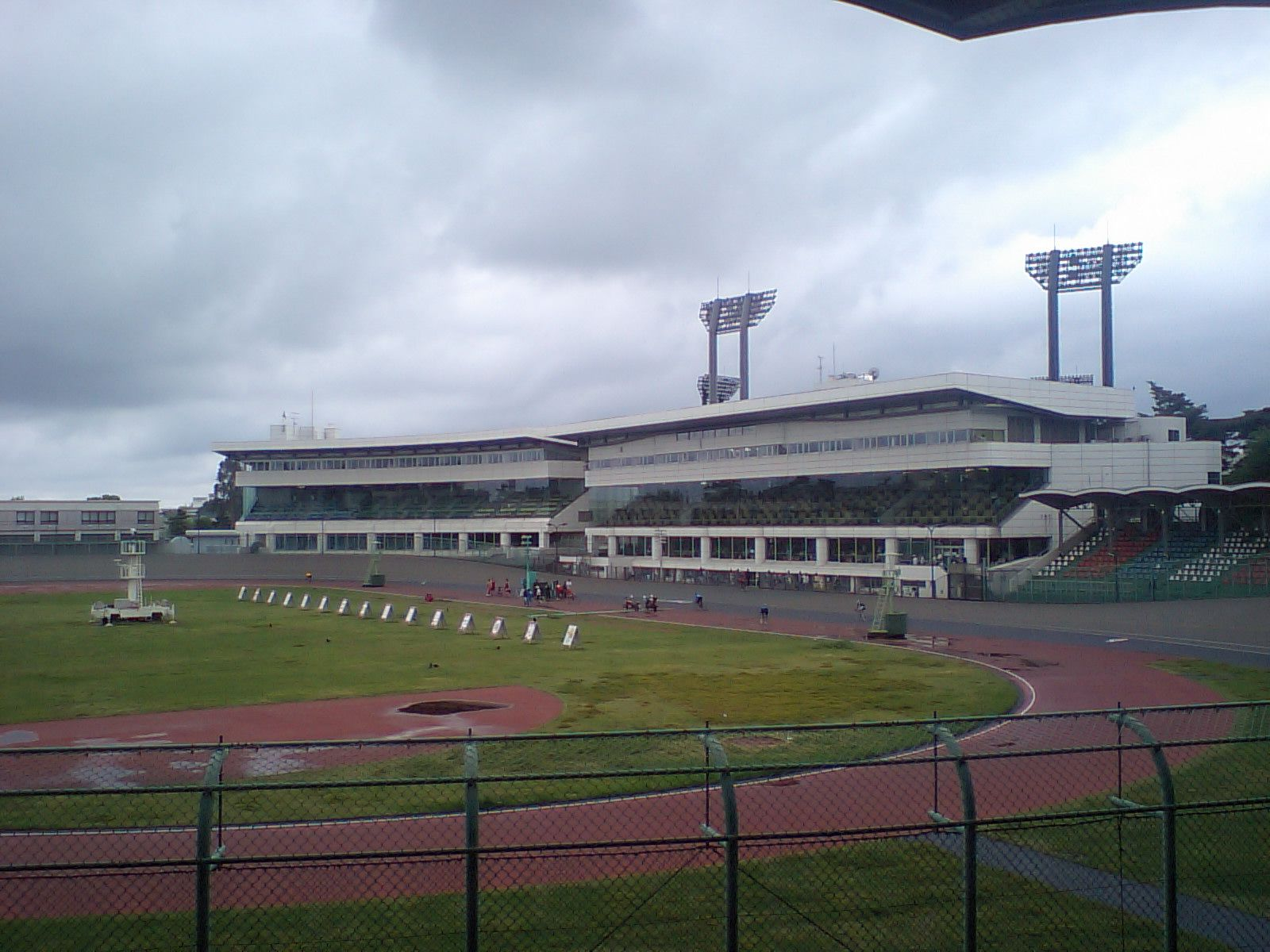
大宮競輪場
  - レジデンシャルスタジアム大宮（市営大宮球場）
  - さいたま市営大和田公園プール
  - 山丸公園（山丸製糸大宮製糸場跡地。白井助七町長の碑と蒸気機関車C12 29号機を展示）
- さいたま市立大宮図書館・桜木図書館
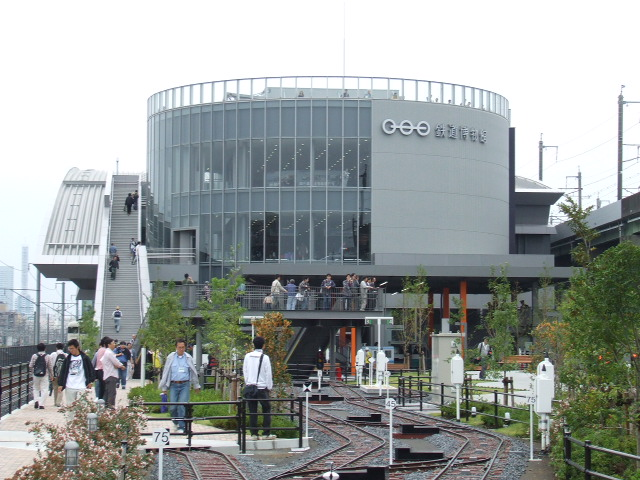
さいたま市立博物館
- 冨士大石寺顕正会本部
- 大宮ふれあい福祉センター
- JR東日本大宮支社・大宮総合車両センター
- JR貨物大宮車両所
- 鉄道博物館
- 造幣さいたま博物館
- 鐘塚公園（旧桜木小学校跡）

- 氷川神社（拝殿）
- さいたま市大宮公園サッカー場
- 県営大宮公園野球場
- 大宮競輪場
- 鉄道博物館

### 学校
小学校

| - さいたま市立上小小学校 - さいたま市立桜木小学校 - さいたま市立大宮小学校 | - さいたま市立大宮東小学校 - さいたま市立大宮南小学校 - さいたま市立大宮北小学校 | - さいたま市立三橋小学校 - さいたま市立大成小学校 - さいたま市立芝川小学校 |

中学校

| - さいたま市立桜木中学校 - さいたま市立大宮東中学校 - さいたま市立大宮南中学校 | - さいたま市立大宮北中学校 - さいたま市立三橋中学校 - さいたま市立大成中学校 | - さいたま市立第二東中学校 - 大宮開成中学校 |

高等学校

| - 埼玉県立大宮高等学校 - さいたま市立大宮国際中等教育学校 - あずさ第一高等学校大宮キャンパス - N高等学校大宮キャンパス - 大宮開成高等学校 | - 鹿島学園高等学校大宮キャンパス - クラーク記念国際高等学校さいたまキャンパス - 第一学院高等学校埼玉キャンパス - 屋久島おおぞら高等学校大宮キャンパス |  |

専門学校
- 学校法人大原学園
  - 大原簿記情報ビジネス専門学校大宮校
  - 大原法律公務員専門学校大宮校
  - 大原医療秘書福祉専門学校大宮校
  - 大原こども専門学校
- 東京IT会計公務員専門学校大宮校[注釈 2]
- 埼玉コンピュータ&医療事務専門学校
- 大宮国際動物専門学校
- 大宮医師会看護専門学校
- 大宮医療秘書専門学校
- 大宮歯科衛生士専門学校
- 東京IT会計公務員専門学校
- 大宮スイーツ&カフェ専門学校
- 大宮ビューティーアート専門学校
- 埼玉動物海洋専門学校
- 呉竹医療専門学校
- 埼玉福祉保育医療製菓調理専門学校
- 大宮理容美容専門学校

大学
- 国際学院埼玉短期大学
- 放送大学埼玉学習センター

その他、各種学校
- 埼玉朝鮮初中級学校

## 交通

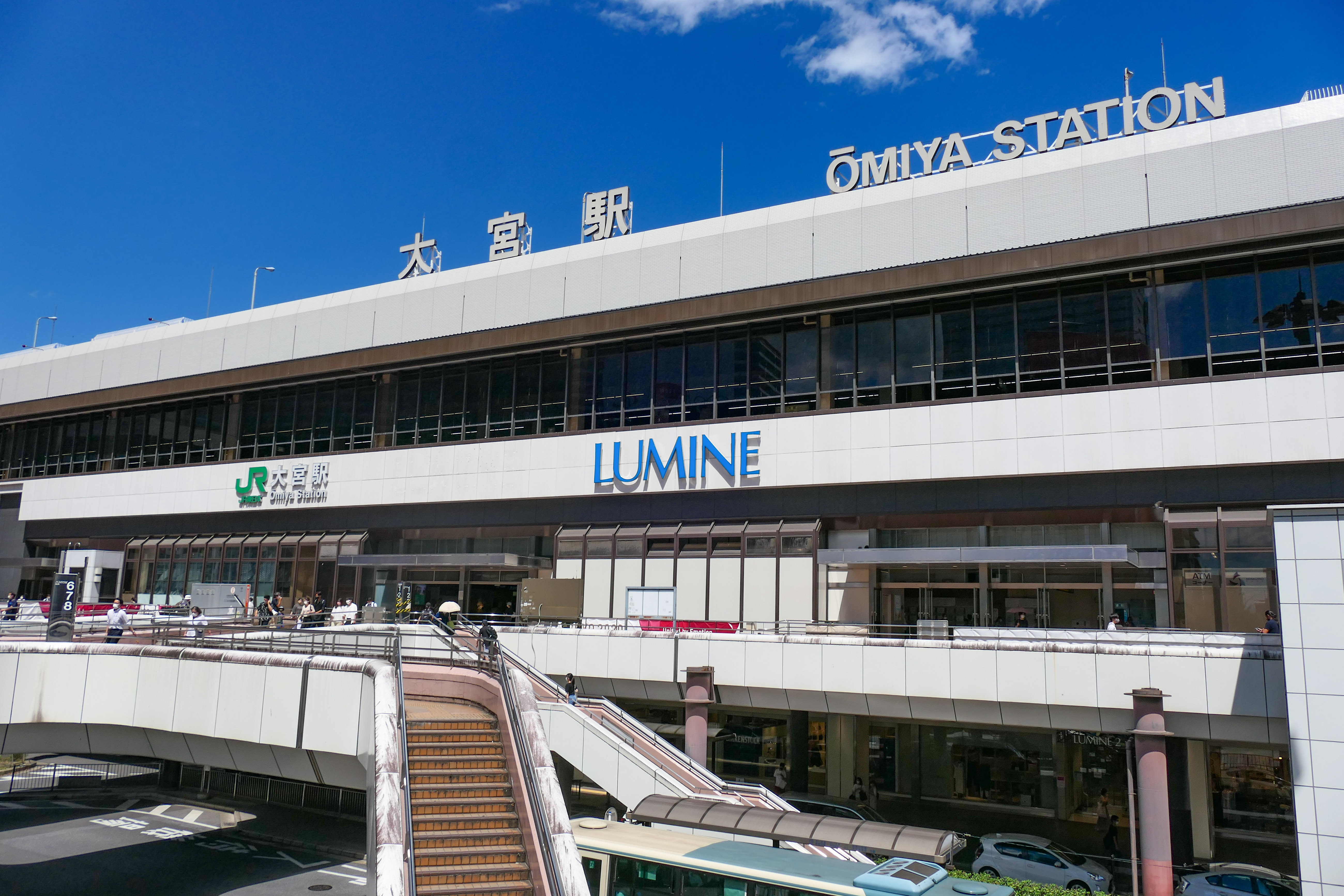
大宮駅

### 鉄道
東日本旅客鉄道（JR東日本）
 東北新幹線・山形新幹線・秋田新幹線・北海道新幹線・上越新幹線・北陸新幹線
- - 大宮駅 -

 京浜東北線
- - さいたま新都心駅 - 大宮駅

 宇都宮線・高崎線・■上野東京ライン
- - さいたま新都心駅 - 大宮駅 -

 湘南新宿ライン
- - 大宮駅 -

 埼京線
- - 大宮駅

■ 川越線
- 大宮駅 -

東武鉄道
 野田線（東武アーバンパークライン）
- 大宮駅 - 北大宮駅 - 大宮公園駅 -

埼玉新都市交通
 伊奈線（ニューシャトル）
- 大宮駅 - 鉄道博物館駅 -

### 車両基地
- 大宮総合車両センター（本所）
- 日本貨物鉄道（JR貨物）
- 大宮車両所（大宮総合車両センター本所内に併設）

### バス
- 国際興業バス - 区内南東部を中心に運行。
- 東武バスウエスト - 区内北部を中心に運行。
- 西武バス - 区内南西部を中心に運行。
- 丸建つばさ交通 - 区内西部を南北2路線を運行。
- さいたま市コミュニティバス
  - 北区コミュニティバス - 東武バスウエスト大宮営業事務所に運行委託
    - 大宮中央総合病院 - 鉄道博物館南 - 大成四丁目間で大宮区を経由する。

### 道路
高速道路
- 首都高速埼玉新都心線
  - 新都心西出入口 - 大宮駅最寄りの出入口
  - 新都心出入口（さいたま見沼出入口方向出入口）

一般国道
- 国道17号（中山道）
  - 新大宮バイパス

県道
- 主要地方道
  - 埼玉県道2号さいたま春日部線（旧国道16号）
  - 埼玉県道35号川口上尾線（産業道路）
  - 埼玉県道56号さいたまふじみ野所沢線
  - 埼玉県道90号大宮停車場線
- 一般県道
  - 埼玉県道121号大宮停車場大成線
  - 埼玉県道164号鴻巣桶川さいたま線（旧中山道）
  - 埼玉県道165号大谷本郷さいたま線
  - 埼玉県道214号新方須賀さいたま線
  - 埼玉県道216号上野さいたま線